# Cantó de Ham
El cantó de Ham és un cantó francès al districte de Péronne del departament del Somme. Té 19 municipis (Athies, Brouchy, Croix-Moligneaux, Devise, Douilly, Ennemain, Eppeville, Esmery-Hallon, Ham, Matigny, Monchy-Lagache, Muille-Villette, Offoy, Quivières, Sancourt, Tertry, Ugny-l'Équipée, Villecourt i Y) i el cap és Ham.

Cantó a la Picardia

| Data d'elecció                           | Identitat       | Partit        | Qualitat |
| ---------------------------------------- | --------------- | ------------- | -------- |
| 1945-1958                                | Gaston Lejeune  | SFIO          |          |
| 1958-1970                                | Émile Luciani   | UNR, UDR      |          |
| 1970-1982                                | Jean Goubet     | PCF           |          |
| 1982-2008                                | Jean Boitel     | PS            |          |
| 2008-                                    | Grégory Labille | Divers droite |          |
| les dades anteriors no són pas conegudes |                 |               |          |
|                                          |                 |               |          |

| A partir de 1990: Població sense dobles comptes |